# Vlag van Sint-Pieters-Woluwe
De vlag van Sint-Pieters-Woluwe is bevestigd door de gemeenteraad als de gemeentelijke vlag van de Brusselse gemeente Sint-Pieters-Woluwe. De beschrijving luidt:
Twee even lange banen van wit en van groen.
De herkomst van de kleuren zijn onbekend.